# Direzione per obiettivi
La direzione per obiettivi (DPO) è una metodologia di organizzazione aziendale. Il manager imposta la propria azione sulla base di obiettivi contrattati con i capi. Gli obiettivi sono quantificabili, specifici e vanno raggiunti in tempi prestabiliti.
La DPO nasce negli anni cinquanta con l'intenzione originaria di valutare l'azione dei manager; si configura in seguito come un nuovo approccio di impostazione dell'attività direzionale.
La metodologia DPO prevede che i capi individuino gli obiettivi per ogni ASA, impostandone i piani di azione in tempi specifici. I responsabili d'area contrattano obiettivi raggiungibili e idonei.
L'identificazione degli obiettivi avviene quindi top down (obiettivi dall'alto) o bottom up (obiettivi dalla struttura operativa) o meglio, dalla negoziazione delle due modalità.
Dagli obiettivi generali sarà possibile risalire alla performance individuale richiesta, creare un sistema di valutazione della performance, incentivare il raggiungimento degli obiettivi.
I 2 momenti della DPO sono la definizione degli obiettivi e la valutazione del loro raggiungimento.
Gli obiettivi devono essere realistici, specifici, quantificabili, coerenti, controllabili.
Affinché la metodologia DPO funzioni è necessaria la comprensione, partecipazione, definizione della missione corporate e ASA, un sistema di controllo performance, un efficace sistema informativo, una gestione del personale coerente con la DPO.